# Elias von Hübsch
Elias von Hübsch (død december 1703) var en dansk generalauditør.
Om Hübschs herkomst og ungdom er intet bekendt. I året 1666 udnævntes han til generalauditør, 1688 til etatsråd. Ved hoffet sluttede han sig til Christian Siegfried von Plessens parti og synes en tid lang at have haft en vis indflydelse på den hjemlige politik. Således fik den bekendte engelske gesandt Robert Molesworth i sin instruks 1689 pålæg om at vinde Hübsch for Englands interesser. Hübsch døde i december 1703. Tillige med sin adoptivsøn Jacob Timmermand blev han 1691 optaget i den danske adelstand. Jacob von Hübsch, kammerjunker hos prins Carl (død 1724), efterlod descendens, der endnu blomstrer i Norge og Tyskland, henholdsvis som almindelig adel og som rigsfriherrer.